# Instituto Werner Otto
El Instituto Werner Otto (en alemán: Werner Otto Institut) es un instituto alemán de investigación, diagnóstico y tratamiento de niños con necesidades especiales y trastornos del desarrollo. El instituto está situado en la ciudad de Hamburgo y colabora en proyectos de investigación con diferentes entidades, como la Universidad de Múnich.
El centro debe su nombre al empresario hamburgués Werner Otto, quien en 1974 financió su fundación.